# 阳焕宜
阳焕宜，（1906年—2004年9月20日），中国湖南省江永县人，出生在“女书之乡”江永县，是能认识、阅读、歌唱、创作女书作品的最后一位传人。

## 阳焕宜与女书
阳焕宜出生于江永县上江圩镇阳家村，14岁时与高银仙等5人在兴福村义早早那儿一起学习女书3年。
阳焕宜女士是最后一位其年少和成年时代均伴随女书成长的女性。
- 1991年，阳焕宜出席了全国女书学术考察研讨会。
- 1995年，在北京参加了联合国世界妇女大会。会上她写女书，唱女书，第一次向世界展示女书的独特风采和魅力。

她的女书作品被整理为《阳焕宜老人女书作品集》出版。
1. ↑  Storm.mg. . www.storm.mg. 2016-06-20  [2025-04-07] （中文（臺灣））.